# Elephantorrhiza elephantina
Elephantorrhiza elephantina är en ärtväxtart som först beskrevs av William John Burchell, och fick sitt nu gällande namn av Homer Collar Skeels. Elephantorrhiza elephantina ingår i släktet Elephantorrhiza och familjen ärtväxter. Inga underarter finns listade i Catalogue of Life.